# Funai Electric
Funai Electric é uma empresa japonesa de eletrônicos, com sede em Daito, Osaka.
Fundada em 1961, é proprietária da subsidiária Funai Corporation, Inc., com sede nos Estados Unidos desde 1991 e licencia outras marcas de eletrônicos como a: Sylvania, Emerson Rádio, Magnavox, Pye, Sinphonics e Sanyo. A empresa também é a principal fabricante e fornecedora OEM de televisores montados e players de vídeo para empresas como Sharp, Toshiba, Denon, e impressoras para a Dell e Lexmark, assim como câmeras digitais da Kodak.

## Videocassete
Popular nas décadas de 1970 e 1980, a produção do videocassete entrou em declínio com a era dos DVD´s. A Funai foi a última empresa a suspender a produção dos videocassetes em VHS, ocorrido em julho de 2016. Esta decisão não partiu da empresa e sim, dos fornecedores de peças para o equipamento, que interromperem as suas produções e obrigaram a Funai a cancelar a linha de montagem do aparelho. A empresa contabilizou a venda de 750.000 unidades no ano de 2015.